# Jordan Larson
Jordan Larson   (Fremont, 16 d'octubre de 1986) és una exjugadora de voleibol de la selecció femenina dels Estats Units.
Fou medallista de plata als jocs olímpics de 2012, medallista de bronze als jocs olímpics de 2016 i medallista d'or al campionat mundial del 2014 i als jocs olímpics de 2020 a Tòquio.

## Biografia
Va néixer a Fremont (Nebraska) l'any 1986.
Jordan Larson va practicar diversos esports en créixer, com el futbol, el bàsquet i el softbol. També va provar diferents posicions a la pista de voleibol, va jugar a voleibol en clubs per als Nebraska Juniors, guanyant honors d'All-America als Jocs Olímpics de voleibol dels EUA del 2003 al 2005.
Les aficions inclouen passar temps amb la família i els amics, i viatjar. Va aprendre a cultivar del seu pare Kevin. La seva mare, Kae, va morir després de lluitar contra un càncer de mama.
Va anar a l'escola secundària Logan View High School (Hooper, Nebraska) fins al 2005, i es va graduar a la Universitat de Nebraska el 2008 amb estudis de comunicacions.
Es va casar amb David Hunt, entrenador de voleibol masculí a la Universitat de Pepperdine, el 2021.

## Trajectòria esportiva
Va començar jugant al voleibol a l'escola secundària Logan High Scholl a Hopper Nebraska, el 2003 el seu equip va arribar a les finals estatals de la Classe C1, una organització estatal que supervisa la competència entre escoles secundàries de l'estat de Nebraska, i va jugar per Nebraska junior al Campionat Olímpic Juvenil de Voleibol femení per al seu país, els anys 2003-04-05.
El seu següent equip va ser a la Universitat de Nebraska, l'any 2005 i 2007 va formar part del tercer equip AVCA All –Amèrica, també va estar a l'equip Universitari durant els quatre anys que va estudiar en aquesta universitat. A l'any 2009 va formar part de l'equip Nacional Femení dels Estats Units, fent una gran primera temporada, el mateix any també va jugar 19 partits a la Copa Panamericana (sent titular a 7), el Gran Premi Mundial FIVB (titular a 14 partits) i també va jugar per l'Equip Rus Dynamo Karzan.
El següent any a 2010 va ser titular 13 dels 14 partits en el Gran Premi Mundial FIVB, i es va classificar per als Jocs Olímpics d'estiu 2012, on va ser titular els 6 primers partits. Posteriorment del 2011 al 2014, va jugar la lliga femenina amb el Dynamo Kazan, i el mateix 2014 va jugar el Campionat Mundial de Clubs FIVB, també amb l'equip Rus.
Aquell any va formar part de l'Equip Nacional del seu país al Campionat Mundial. 
També a 2014 i 2015 va jugar a l'equip Turc Eczacibasi Vitra, on va jugar la Lliga de Campions CEV i es va classificar per a jugar el Campionat Mundial de Clubs FIVB 2015. Per acabar, l'any 2020 va participar en els Jocs Olímpics de Tòquio, convertir-se en la jugadora de voleibol amb més edat en participar en uns Jocs.

### Clubs
- 2003 – 04 Equip: Logan High Scholl en Hopper (Nebraska).
- 2003-04-05 Equip: Nebraska Junior.
- 2005 – 2009 Equip: Universitat de Nebraska.
- 2009 – Entra a formar part de l'Equip Nacional.[1]
- 2006-07 -08 Equip: primer equip AVCA All-America.
- 2007: tercer equip AVCA All-America.
- 2011–12 -13 Equip: Dinamo Kazan (Rússia).[5]
- 2014 -15 -16 -17 Equip: Eczacıbaşı VitrA (Turquia).
- 2019/20 Equip: Shanghai Bright Ubest.
- 2020 / 21 Equip: Athletes Unlimited Pro League.
- 2021/22 Equip: Shanghai Bright Ubest.
- 2021/22 Equip: Vero Volley Monza (Itàlia).[6]

Fins al 2021: Ha format part de l'Equip Nacional.

## Premis

### Estudis superiors
- 2003 - Record estatal de Classe C1.
- 2003 - Finals estatals.
- 2004 - Record estatal de Classe C1.
- 2004 – Finals Estatals.
- 2004 – Jugadora de l'any de Nebraska categoria High School.[1]

### Universitat
- Dues vegades primer equip AVCA All-American (2006, 2008).
- Tercer equip AVCA All-American (2007).
- Equip de tot el torneig del campionat de la NCAA dues vegades (2006, 2008).
- Equip de tot el torneig regional de la NCAA dues vegades (2006, 2008).
- Tres vegades primer equip AVCA All-Central Regió (2006, 2007, 2008).
- 2005 AVCA Central Regió Freshman of the Year.
- Jugadora Nacional AVCA de la Setmana (23 de setembre de 2008).
- Tres vegades primer equip All-Big 12 (2006, 2007, 2008).
- 2008 Big 12 jugador de l'any.
- Dues vegades Jugadora Defensiva de l'Any en els 12 grans (2006, 2008).
- 2005 Big 12 Freshman del any.
- Dues vegades Big 12 Player of the Week.
- Tres vegades primer equip Academic All-Big 12 (2006, 2007, 2008).[1]

### Internacional
- Jocs Olímpics de Tòquio 2020, va guanyar l'Or.
- Ronda final de la Lliga de Nacions de Voleibol FIVB 2021, va guanyar l'Or.
- Copa del Món FIVB 2019, va guanyar la Plata.
- Ronda final de la Lliga de Nacions de Voleibol FIVB 2019, va guanyar l'Or.
- Campionat del Món de la FIVB 2018.
- Ronda final de la Lliga de Nacions de Voleibol FIVB 2018, va guanyar l'Or.
- Copa del Món de Grans Campions FIVB 2017, va guanyar el Bronze.
- Jocs Olímpics de Rio 2016, va guanyar el Bronze.
- Torneig de Classificació Olímpica NORCECA 2016, va guanyar l'Or.
- Copa del Món FIVB 2015, va guanyar el Bronze.
- Gran Premi Mundial de la FIVB 2015, va guanyar l'Or.
- Campionat del Món FIVB 2014, va guanyar l'Or.
- Campionat NORCECA 2013, va guanyar l'Or.
- Jocs Olímpics de Londres 2012, va guanyar la Plata.
- Copa del Món FIVB 2011, va guanyar la Plata.
- Gran Premi Mundial de la FIVB 2011, va guanyar l'Or.
- Campionat del Món de la FIVB 2010.
- Gran Premi Mundial de la FIVB 2010, va guanyar l'Or.
- Campionat Continental Júnior Femení NORCECA 2009, va guanyar l'Or.
- Copa Panamericana 2009 - Va debutar amb l'equip nacional femení dels Estats Units.
- Campionat del món femení sub-18 de la FIVB 2003 - Selecció nacional juvenil femenina dels Estats Units.[4]

### Títols personals
- Lliga de Campions Femenina CEV 2011-12 - Millor receptora.[cal citació]
- Campionat NORCECA Femení de Voleibol 2013 - Millor saque.[cal citació]
- 2013-14 CEV Champions League - Millor bloquejadora.
- 2014-15 CEV Champions League - Jugadora més valuosa.
- Campionat Mundial de Clubs FIVB 2015 - Jugadora més valuosa.
- Copa Mundial de grans Campiones FIVB 2017 - Millor punta.[1]
- Jocs Olímpics de Tòquio 2020 - Jugadora més valuosa (MVP) - Millor punta.[8]